# Johan-van-Valckenburgh-Brücke
Koordinaten: 53° 33′ 33″ N, 9° 59′ 10″ O

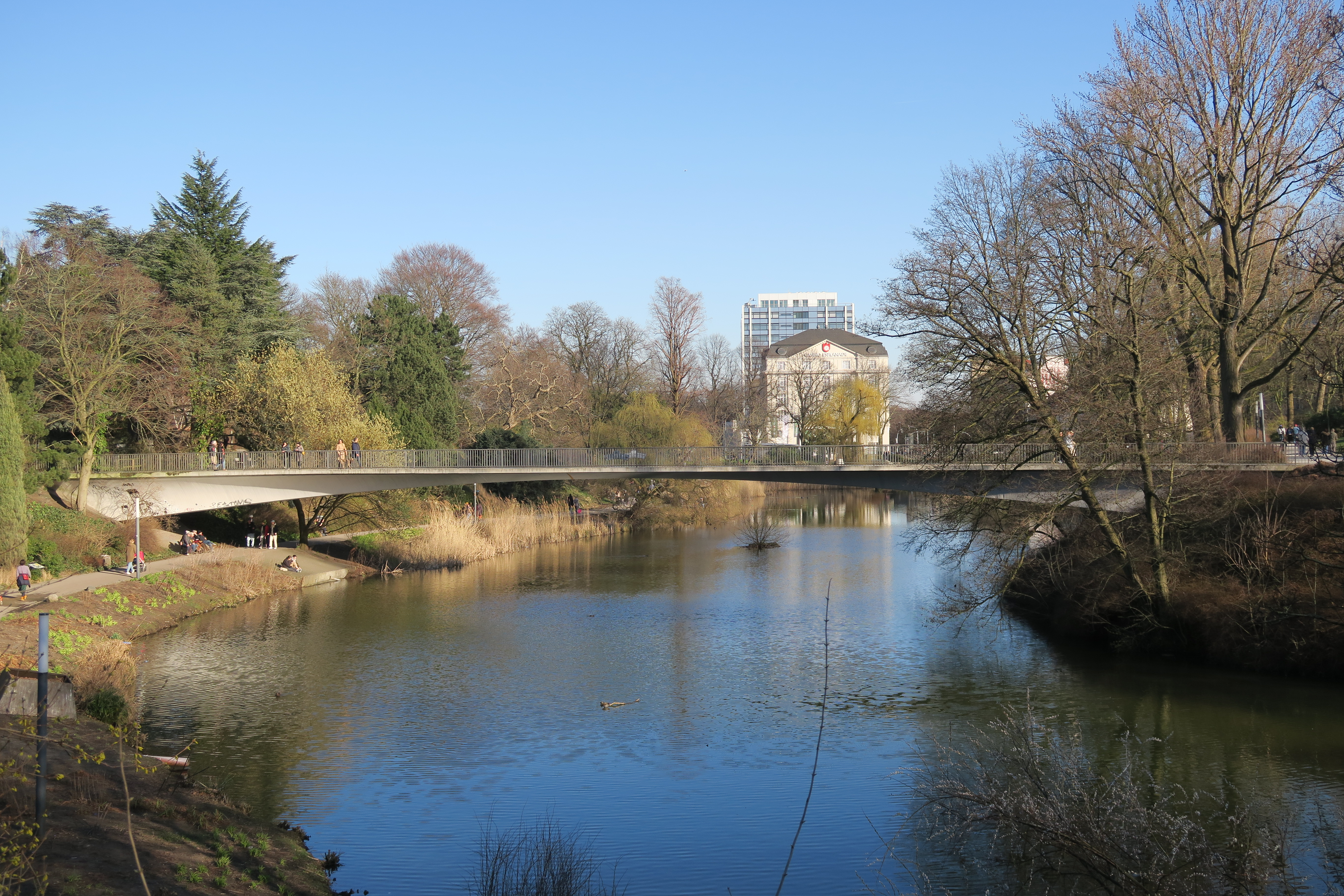
Die Johan-van-Valckenburgh-Brücke

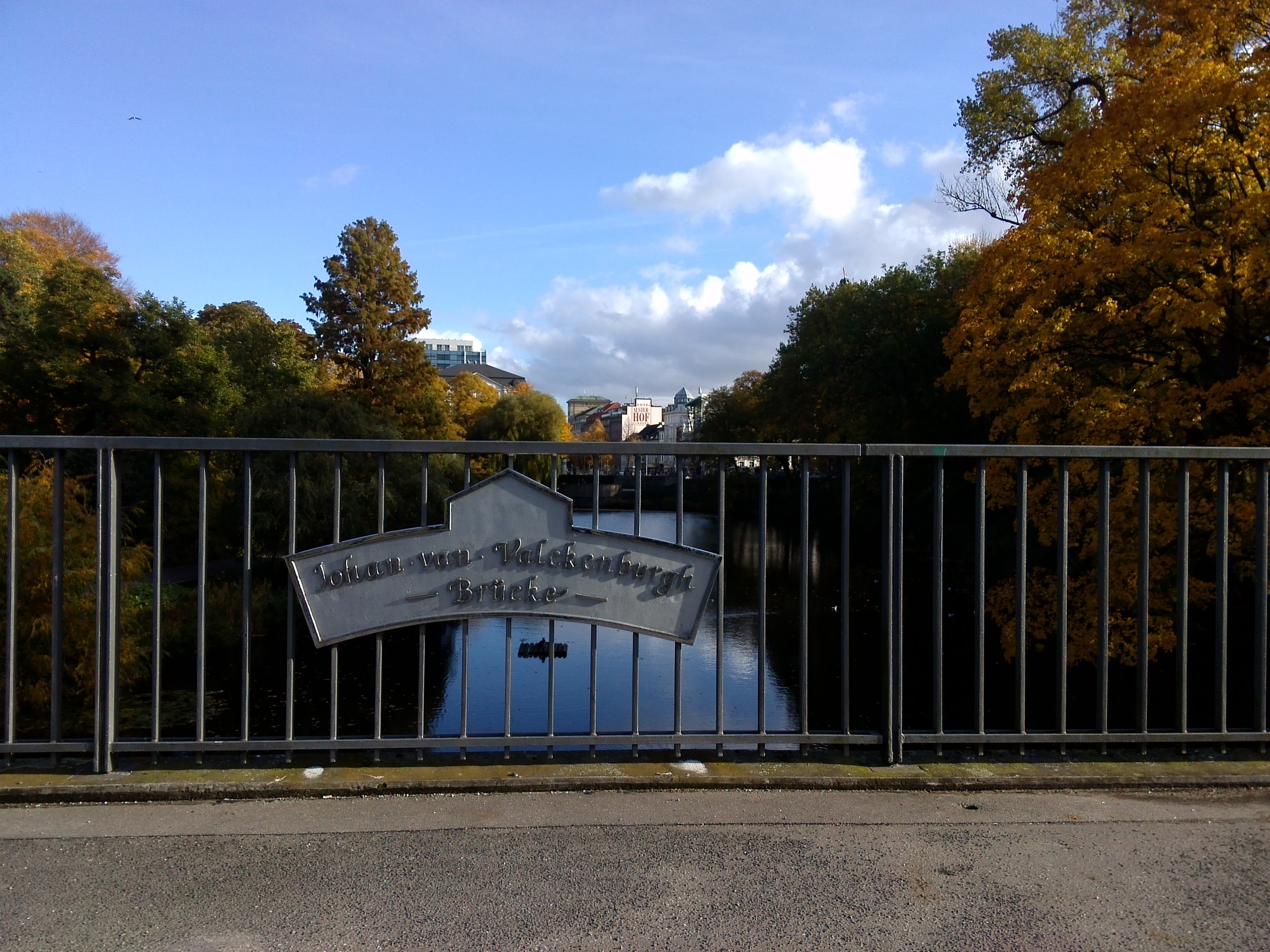
Auf der Brücke, Blick zum Stephansplatz

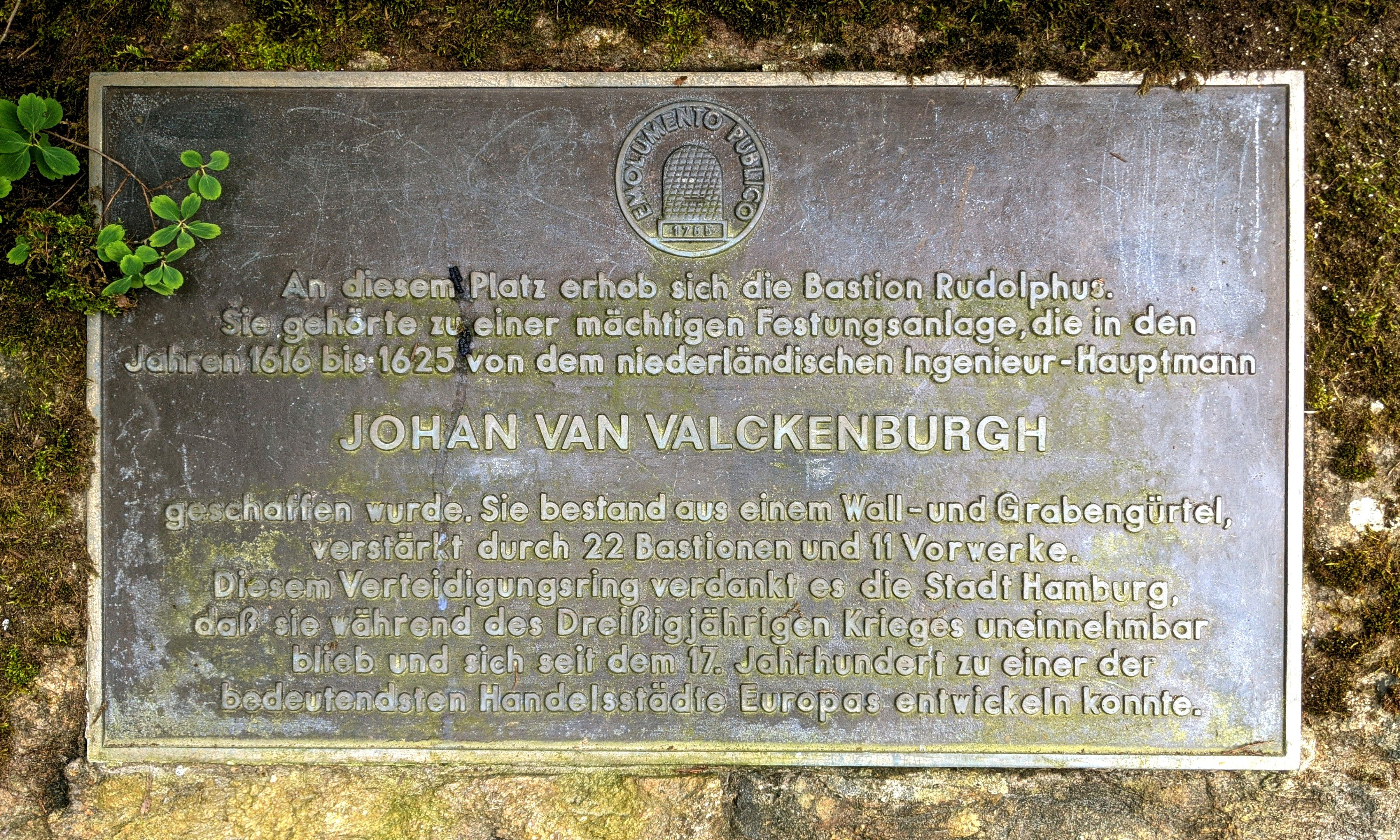
Gedenktafel für Johan van Valckenburgh, errichtet von der Patriotischen Gesellschaft von 1765

Die Johan-van-Valckenburgh-Brücke ist eine 1962 gebaute und 1991 nach dem Ingenieur der Hamburger Wallanlagen, Johan van Valckenburgh, benannte Brücke im Hamburger Stadtteil Neustadt. Sie führt im Park Planten un Blomen von den Tropengewächshäusern über die Reste des ehemaligen, 1615–1626 angelegten Wallgrabens zur Gedenktafel für den Namensgeber der Brücke.

## Konstruktion, Zustand und Verwaltung
Die Brücke wurde vom Architekten Bernhard Hermkes geplant, 1962 errichtet und 1989 saniert. Das Bauwerk steht unter Denkmalschutz und wird vom „Landesbetrieb Straßen, Brücken und Gewässer“ (LSBG) der Freien und Hansestadt Hamburg verwaltet.